# Matthew Jarvis
Matthew Thomas Jarvis, detto Matt (Middlesbrough, 22 maggio 1986), è un ex calciatore inglese, di ruolo centrocampista o ala.

## Caratteristiche tecniche
Esterno sinistro, può giocare anche come ala in entrambe le fasce sia in attacco (4-3-3) che a centrocampo (4-4-2 o 4-5-1).

## Carriera

### Club
Jarvis è un prodotto dell'accademia del Millwall, ma essendo stato svincolato dal team londinese, nel 2003 si è accasato al Gillingham, dove ha esordito a 17 anni, il 4 novembre 2003, contro il Sunderland. Ha segnato il primo gol contro la sua futura squadra, i Wanderers, il 30 ottobre 2004. Nel Kent ha passato complessivamente quattro anni con 110 presenze e 12 reti.
Nell'estate del 2007 si è trasferito ai Wolverhampton, con cui ha esordito il 20 ottobre dello stesso anno, contro il Charlton Athletic, e segnato per la prima volta a dicembre, contro il Leicester City. Con la maglia dei Wolves è riuscito inoltre a conseguire, nel 2009, la promozione in Premier League, esordendovi contro il West Ham nell'agosto dello stesso anno. Alla sua prima stagione nella massima divisione inglese ha realizzato tre reti, aiutando gli arancio-neri a salvarsi. Nella stagione successiva ha segnato quattro gol.
A seguito della retrocessione degli Wolves, il 24 agosto 2012 viene acquistato dal West Ham (la squadra contro cui giocò la sua prima partita in Premier League) per circa 15 milioni di euro.
Il 1º settembre 2015 passa in prestito al Norwich City. Il 24 dicembre seguente viene riscattato dai Canaries per circa cinque milioni di euro.

### Nazionale
Il 21 marzo 2011 viene convocato dal CT della Nazionale Fabio Capello, per la gara di qualificazioni al campionato europeo di calcio 2012 contro il Galles e l'amichevole contro Ghana, nella quale debutta. L'ultimo giocatore del Wolverhampton ad essere stato selezionato per la Nazionale dei tre leoni era stato Steve Bull nel 1990.

## Statistiche

### Presenze e reti nei club
statistiche aggiornate al 4 agosto 2020.
| Stagione             | Squadra              | Campionato           | Campionato | Campionato | Coppe nazionali | Coppe nazionali | Coppe nazionali | Coppe continentali | Coppe continentali | Coppe continentali | Altre coppe | Altre coppe | Altre coppe | Totale | Totale |
| Stagione             | Squadra              | Comp                 | Pres       | Reti       | Comp            | Pres            | Reti            | Comp               | Pres               | Reti               | Cpmp        | Pres        | Reti        | Pres   | Reti   |
| -------------------- | -------------------- | -------------------- | ---------- | ---------- | --------------- | --------------- | --------------- | ------------------ | ------------------ | ------------------ | ----------- | ----------- | ----------- | ------ | ------ |
| 2003-2004            | Gillingham           | FD                   | 10         | 0          | FACup+CdL       | 1+0             | 0               | -                  | -                  | -                  | -           | -           | -           | 11     | 0      |
| 2004-2005            | Gillingham           | FLC                  | 30         | 3          | FACup+CdL       | 0+1             | 0               | -                  | -                  | -                  | -           | -           | -           | 31     | 3      |
| 2005-2006            | Gillingham           | FL1                  | 35         | 3          | FACup+CdL       | 1+3             | 1+1             | -                  | -                  | -                  | FLT         | 2           | 2           | 41     | 7      |
| 2006-2007            | Gillingham           | FL1                  | 35         | 6          | FACup+CdL       | 2+1             | 0               | -                  | -                  | -                  | FLT         | 1           | 0           | 39     | 6      |
| Totale Gillingham    | Totale Gillingham    | Totale Gillingham    | 110        | 12         |                 | 9               | 2               |                    | -                  | -                  |             | 3           | 2           | 122    | 16     |
| 2007-2008            | Wolverhampton        | FLC                  | 26         | 1          | FACup+CdL       | 2+0             | 0               | -                  | -                  | -                  | -           | -           | -           | 28     | 1      |
| 2008-2009            | Wolverhampton        | FLC                  | 28         | 3          | FACup+CdL       | 1+0             | 0               | -                  | -                  | -                  | -           | -           | -           | 29     | 3      |
| 2009-2010            | Wolverhampton        | PL                   | 34         | 3          | FACup+CdL       | 1+1             | 1+0             | -                  | -                  | -                  | -           | -           | -           | 36     | 4      |
| 2010-2011            | Wolverhampton        | PL                   | 37         | 4          | FACup+CdL       | 3+1             | 1+0             | -                  | -                  | -                  | -           | -           | -           | 41     | 5      |
| 2011-2012            | Wolverhampton        | PL                   | 37         | 8          | FACup+CdL       | 1+1             | 0               | -                  | -                  | -                  | -           | -           | -           | 39     | 8      |
| ago. 2012            | Wolverhampton        | FLC                  | 2          | 0          | FACup+CdL       | -               | -               | -                  | -                  | -                  | -           | -           | -           | 2      | 0      |
| Totale Wolverhampton | Totale Wolverhampton | Totale Wolverhampton | 164        | 19         |                 | 11              | 2               |                    | -                  | -                  |             | -           | -           | 175    | 21     |
| 2012-2013            | West Ham Utd         | PL                   | 32         | 2          | FACup+CdL       | 1+1             | 0               | -                  | -                  | -                  | -           | -           | -           | 34     | 2      |
| 2013-2014            | West Ham Utd         | PL                   | 32         | 2          | FACup+CdL       | 1+2             | 0+2             | -                  | -                  | -                  | -           | -           | -           | 35     | 4      |
| 2014-2015            | West Ham Utd         | PL                   | 11         | 0          | FACup+CdL       | 2+0             | 0               | -                  | -                  | -                  | -           | -           | -           | 13     | 0      |
| lug.-ago. 2015       | West Ham Utd         | PL                   | 3          | 0          | FACup+CdL       | -               | -               | UEL                | 5                  | 0                  | -           | -           | -           | 8      | 0      |
| Totale West Ham Utd  | Totale West Ham Utd  | Totale West Ham Utd  | 78         | 4          |                 | 7               | 2               |                    | 5                  | 0                  |             | -           | -           | 90     | 6      |
| 2015-2016            | Norwich City         | PL                   | 19         | 1          | FACup+CdL       | 0+2             | 1               | -                  | -                  | -                  | -           | -           | -           | 21     | 2      |
| 2016-2017            | Norwich City         | FLC                  | 0          | 0          | FACup+CdL       | 0+0             | 0               | -                  | -                  | -                  | -           | -           | -           | 0      | 0      |
| 2017-2018            | Norwich City         | FLC                  | 0          | 0          | FACup+CdL       | 0+0             | 0               | -                  | -                  | -                  | -           | -           | -           | 0      | 0      |
| 2018-gen. 2019       | Norwich City         | FLC                  | 0          | 0          | FACup+CdL       | 0+0             | 0               | -                  | -                  | -                  | -           | -           | -           | 0      | 0      |
| Totale Norwich City  | Totale Norwich City  | Totale Norwich City  | 19         | 1          |                 | 2               | 1               |                    | -                  | -                  |             | -           | -           | 21     | 2      |
| gen.-giu. 2019       | Walsall              | FL1                  | 9          | 0          | FACup+CdL       | 1+0             | 0               | -                  | -                  | -                  | FLT         | -           | -           | 10     | 0      |
| 2019-2020            | Woking               | NL                   | 2          | 1          | FACup           | 0               | 0               | -                  | -                  | -                  | FAT         | 0           | 0           | 2      | 1      |
| Totale carriera      | Totale carriera      | Totale carriera      | 382        | 37         |                 | 30              | 7               |                    | 5                  | 0                  |             | 3           | 2           | 420    | 46     |

### Cronologia presenze e reti in nazionale
| Cronologia completa delle presenze e delle reti in nazionale ― Inghilterra | Cronologia completa delle presenze e delle reti in nazionale ― Inghilterra | Cronologia completa delle presenze e delle reti in nazionale ― Inghilterra | Cronologia completa delle presenze e delle reti in nazionale ― Inghilterra | Cronologia completa delle presenze e delle reti in nazionale ― Inghilterra | Cronologia completa delle presenze e delle reti in nazionale ― Inghilterra | Cronologia completa delle presenze e delle reti in nazionale ― Inghilterra | Cronologia completa delle presenze e delle reti in nazionale ― Inghilterra |
| Data                                                                       | Città                                                                      | In casa                                                                    | Risultato                                                                  | Ospiti                                                                     | Competizione                                                               | Reti                                                                       | Note                                                                       |
| -------------------------------------------------------------------------- | -------------------------------------------------------------------------- | -------------------------------------------------------------------------- | -------------------------------------------------------------------------- | -------------------------------------------------------------------------- | -------------------------------------------------------------------------- | -------------------------------------------------------------------------- | -------------------------------------------------------------------------- |
| 29-3-2011                                                                  | Londra                                                                     | Inghilterra                                                                | 1 – 1                                                                      | Ghana                                                                      | Amichevole                                                                 | -                                                                          | 69’                                                                        |
| Totale                                                                     |                                                                            | Presenze                                                                   | 1                                                                          |                                                                            | Reti                                                                       | 0                                                                          |                                                                            |

## Palmarès

### Club

#### Competizioni nazionali
- Football League Championship: 1

Wolverhampton: 2008-2009